# 안양암 (서울)

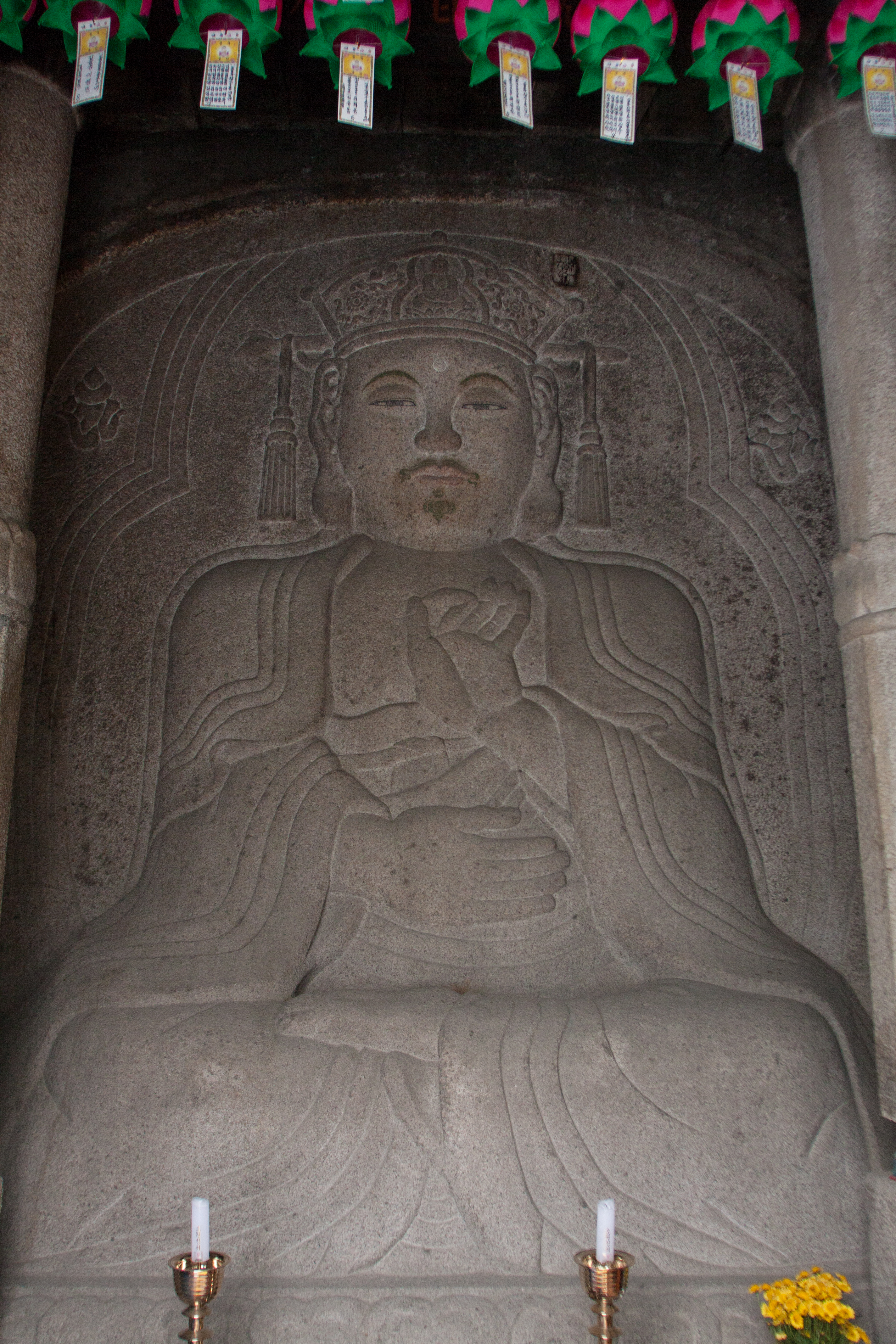
서울 안양암 마애관음보살좌상

안양암(安養庵)은 서울특별시 종로구 창신동에 있는 사찰이다. 암(庵)이란 말은 대개 큰 절에 딸린 작은 절집을 뜻하는 말이지만 서울의 안양암은 한 때 대한불교원효종의 총본산이었다. 오랜 재산 다툼이 있었고 2005년 전통사찰로 등록되면서 한국불교 염불정토종의 소속이 되었다.

## 역사
안양암이 있는 낙산 주변은 조선 시대 각족 무속인과 크고 작은 절들이 모여 있는 곳이었다. 안양암은 1889년 조선 왕실의 원찰로 창건되어 성월 이창진이 주지를 맡았다. 안양암의 천오백불전에 있는 소조 좌불(塑造坐佛)의 70% 가량은 왕실에서 시주한 것이다.
1916년 이창진의 아들 이태준이 주지를 승계하였다. 이태준이 안양암을 승계할 당시까지도 안양암은 별도의 종단에 소속되지 않은 개인 사찰이었으나 조선총독부의 사찰령에 따라 조선의 모든 사찰은 30개의 본사 가운데 하나에 적을 두어야 하게 되었으며 이태준은 주지의 직을 원활히 유지하기 위해 안양암을 봉은사에 적을 둔 암자로 신고하였다. 이는 훗날 대한불교조계종과 재산권 다툼의 원인이 되었다.
1926년 이태준은 칠성각 등을 짓고 안양암을 크게 중수하였다. 일제강점기 동안 이태준은 중일전쟁에서 일본의 승리를 기원하는 기도회를 여는 등 친일 행적을 보인바 있다.
해방 이후 안양암은 다시 이태준의 개인 사찰로 운영되었으나, 1962년 불교재산관리법이 재정되면서 사찰의 재산을 등록해야 하는 문제가 생겼다. 5·16 군사 정변 이후 대처승과 비구승 사이의 갈등을 일방적으로 해결하기 위해 도입된 이 법은 전국적인 불교내 갈등 격화를 불러왔다. 이런 가운데 1963년 대한불교원효종이 성립되었고 안양암은 원효종 소속 사찰로 등록하였다. 원래 경주의 망월사를 총본산으로 하던 원효종은 이태준이 사망하자 1973년 총본산을 안양암으로 옮겼다.
1983년 조계종은 일제 강점기 시기 안양암이 봉은사의 말사로 등록하였다는 점을 들어 재산권 분쟁을 벌인다. 이 분쟁은 불교재산관리법이 폐지된 이후에도 계속되어 1988년 대법원 판결로서 조계종이 패소하게 되었다. 한편 원효종은 부산의 금수사로 총본산을 다시 이전하면서 안양암의 매각을 의논하게 되고 이를 계기로 종단이 크게 분열하게 되었다. 원효종은 2009년 총무원장 선거 이후 종단이 사실상 붕괴하는 지경에 이르렀다가 2016년에 이르러서야 사태를 수습하였다.
2005년 한국불교미술박물관이 안양암을 매입하여 사찰박물관을로 재단장하였다.

## 문화재
안양암은 19세기 한국 불교의 특징을 잘 보전한 암자로 다양한 문화재가 소장되어 있다. 조선 말기에 지어져 다른 사찰에 비해 짧은 역사를 가지고 있지만 특정 시기의 불교 관련 유물이 원형 그대로 보존되었다. 2005년 사찰 전체를 박물관으로 꾸미고 재개장하였다.
안양암에 있는 주요 문화재로는 다음과 같은 것들이 있다.
- 서울 안양암 감로도
- 서울 안양암 극락왕생도
- 서울 안양암 대웅전 삼존불상
- 서울 안양암 대웅전 신중도
- 서울 안양암 마애관음보살좌상
- 서울 안양암 명부전 시왕도 및 사자도
- 서울 안양암 삼불회도
- 서울 안양암 석 치성광불좌상 및 권속
- 서울 안양암 아미타괘불도
- 서울 안양암 아미타불도
- 서울 안양암 지장삼존상 및 시왕상 일괄
- 서울 안양암 지장시왕괘불도
- 서울 안양암 지장시왕도
- 서울 안양암 천오백불상
- 서울 안양암 천오백불전 신중도
- 서울 안양암 칠성도

## 같이 보기
- 창신동
- 낙산
- 한국미술박물관